# Соколенко Василь Іванович
Васи́ль Іва́нович Соколе́нко (нар. 17 січня 1922 — пом. 26 квітня 2018) — український художник, майстер петриківського розпису, заслужений майстер народної творчості України.

## Біографія
1941 року закінчив Петриківську школу декоративного розпису. За спеціальністю навчався в Тетяни Пати.
З 1971 по 1992 роки працював головним художником на фабриці петриківського розпису. Своїм мистецтвом та роботою він стимулював творчий пошук у роботі фабричних майстрів, не давав їм опускатися до потокових та шаблонних прийомів та методів.
Серед безсумнівних заслуг майстра — відкриття при фабриці Музею історії декоративного розпису, де він зібрав чудові зразки мистецтва як старих, так і сучасних художників Петриківки.
Ще більшою заслугою Василя Івановича є те, що він першим відродив у виробництві вироби з дерева, їх творіння було доведено ним до разючої віртуозності: у дерев'яних вазах, тарілках, салатницях, коряках, ложках та ін. Він виступає автором і розпису, і форми, бо сам навчав токарів виробляти ложки, коряки, вази та ін. вироби. Завдяки йому повернувся з небуття дерев'яний посуд, який здавна був у вжитку в запорізьких козаків. Краса цих речей чудово гармонує з характером ненав'язливого витонченого розпису. За дерев'яний сувенір «Рибацький набір» Василь Соколенко на республіканському конкурсі одержав першу премію, за набір для сипучих другу.
Розпис та орнаментальний малюнок у роботах Василя Соколенка — рухливість і неспокій, гра контрастів у кольоровому вирішенні і масштабних співвідношеннях деталей. Разюча його здатність підмічати в природі і передавати в розписі динаміку боротьби всього живого за місце під сонцем. У часи головування на фабриці Василь Іванович відкрив експериментальну групу, до двох десятків майстрів. Продукція йшла виключно на експорт.
На заклик Спілки художників України у 1962 році Соколенко організував художню школу в селі Колгоспівка. Малюнки дітей побували в ЮНЕСКО у Франції.
Родина Соколенків — одна з найвідоміших серед послідовників та продовжувачів петриківського розпису.
У 2000-х у власній хаті створив музей-садибу петриківського розпису, де експозиціювалося багато його робіт, а також і роботи інших майстрів. Василь Іванович вільно приймав відвідувачів і проводив екскурсії своїм музеєм.